# Signe Ekblad-Eldhs pris
Signe Ekblad-Eldhs pris är ett litterärt pris på 140 000 kronor (2019) som utdelas av Svenska Akademien. Priset ska tilldelas framstående skönlitterära författare och utgår ur en år 1960 donerad fond. Prisets instiftare var Signe Ekblad-Eldh (1903–1960) som även tillsammans med maken Nils Eldh står bakom Eldh-Ekblads fredspris.

## Pristagare
- 1962 – Tage Aurell
- 1963 – Erik Lindegren
- 1964 – Gustav Hedenvind-Eriksson
- 1965 – Per Olof Sundman
- 1966 – Tora Dahl
- 1967 – Willy Kyrklund
- 1968 – Werner Aspenström
- 1969 – Walter Ljungquist
- 1970 – Lars Ahlin
- 1971 – Gunnar E. Sandgren
- 1972 – Ann Margret Dahlquist-Ljungberg
- 1973 – Ulla Isaksson
- 1974 – Hans O. Granlid
- 1975 – Per Olov Enquist
- 1976 – Kerstin Ekman
- 1977 – Lars Ardelius
- 1978 – Rita Tornborg
- 1979 – Sun Axelsson
- 1980 – Sivar Arnér
- 1981 – Sven Delblanc
- 1982 – Lars Andersson
- 1983 – Karl Rune Nordkvist
- 1984 – Willy Kyrklund och Niklas Rådström
- 1985 – Per Agne Erkelius och Bengt Söderbergh
- 1986 – Lars Gustafsson och Theodor Kallifatides
- 1987 – Stig Larsson och Irmelin Sandman Lilius
- 1988 – Konny Isgren och Klas Östergren
- 1989 – Eva Runefelt och Jesper Svenbro
- 1990 – Ernst Brunner och Ulla Olin-Nilson
- 1991 – Per Agne Erkelius och Björn Julén
- 1992 – Kristina Lugn och Björner Torsson
- 1993 – Claes Hylinger
- 1994 – Per Gunnar Evander
- 1995 – Anne-Marie Berglund
- 1996 – Carola Hansson
- 1997 – Kjell Johansson
- 1998 – Lars Ardelius
- 1999 – Per Holmer
- 2000 – Margareta Ekström
- 2001 – Inger Alfvén
- 2002 – Niklas Rådström
- 2003 – Bodil Malmsten
- 2004 – Göran Palm
- 2005 – Ulf Eriksson
- 2006 – Agneta Pleijel
- 2007 – Lars Jakobson
- 2008 – Theodor Kallifatides
- 2009 – Håkan Anderson
- 2010 – Staffan Söderblom
- 2011 – Sigrid Combüchen
- 2012 – Carl-Henning Wijkmark
- 2013 – Kristian Lundberg
- 2014 – Märta Tikkanen
- 2015 – Elsie Johansson
- 2016 – Majgull Axelsson
- 2017 – Marie Silkeberg
- 2018 – Tove Folkesson
- 2019 – Jonas Hassen Khemiri
- 2020 – Stewe Claeson
- 2021 – Peter Sandström
- 2022 – Lena Andersson
- 2023 – Eva Ström
- 2024 – Karolina Ramqvist[3]

### Fotnoter
1. ↑  Fullständig förteckning över Akademiens priser Arkiverad 24 juni 2012 hämtat från the Wayback Machine. Svenska Akademiens webbplats.
2. ↑  Sveriges Dödbok 1901–2009, DVD-ROM; Version 5.00, Sveriges Släktforskarförbund (2010).
3. ↑  ”Signe Ekblad-Eldhs pris”. www.svenskaakademien.se. https://www.svenskaakademien.se/press/signe-ekblad-eldhs-pris-2024. Läst 13 december 2024.